# 上庄古建筑群 (阳城)
上庄古建筑群是一座明、清古建筑，位于山西省晋城市阳城县润城镇上庄村。2021年8月4日公布为第六批山西省文物保护单位。
村内及附近现存大量古建筑：
- 庙宇：炉峰庵（南庵庙，内有上庄唯一的戏台）、崇仙庵（北庵庙）、火星庙、药王庙等
- 祠堂：王氏宗祠、樊氏宗祠
- 民居：老门里院、王家厅房院（尚书第）、听泉居、秦家楼、徐家院、徐家院下院与厅房院（以上明代民居）、忘月楼院、新台上院、杨家楼、龙章院、磨头前后院（以上清代民居）等。民居建筑以四合院和三合院为主。[3]